# بودريو
بودريو (بالإيطالية: Budrio)‏ هي بلدية في مقاطعة بولونيا في إقليم إميليا رومانيا الإيطالي.

## السكان
في سنة 1861 بلغ عدد السكان 15٬502 نسمة، وتطور العدد ليصل في سنة 2011 لـ 18٬008 نسمة.
يظهر هذا المخطط البياني تطور النمو السكاني لـ بودريو

## أعلام
- ألدو دوناتي